# Rio Tefé
Rio Tefé är ett vattendrag i Brasilien.   Det ligger i delstaten Amazonas, i den nordvästra delen av landet, 2 300 km nordväst om huvudstaden Brasília.
I omgivningarna runt Rio Tefé växer i huvudsak städsegrön lövskog. Runt Rio Tefé är det mycket glesbefolkat, med 2 invånare per kvadratkilometer.